# 천일야화

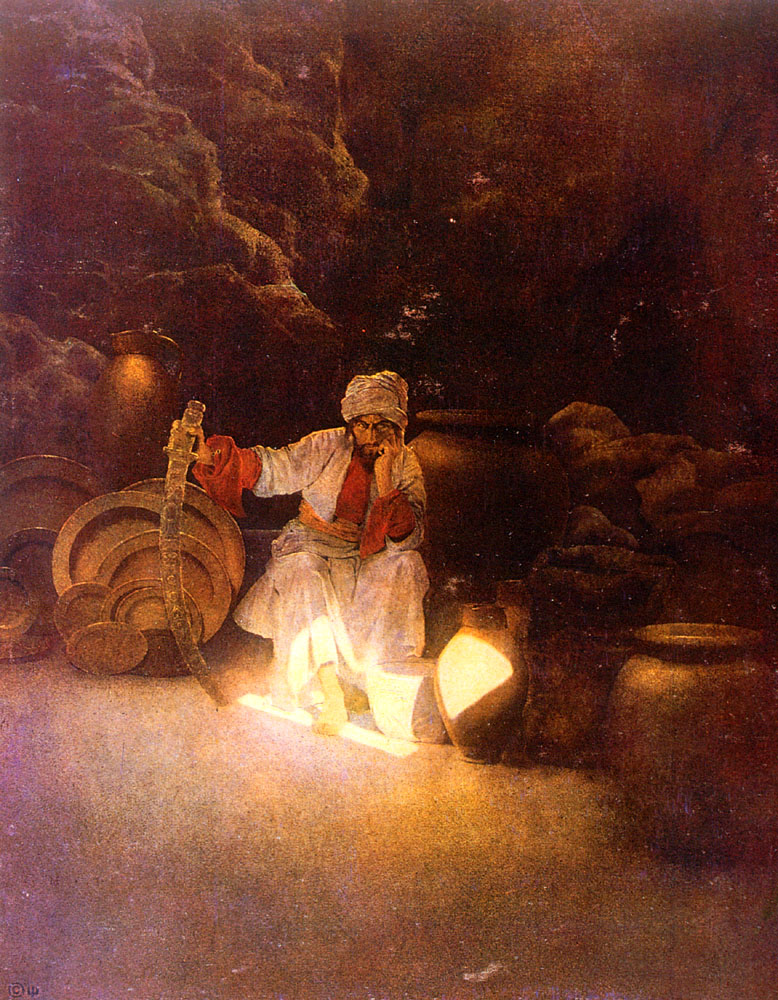
천일야화의 한 대목을 나타낸 삽화

《천일야화(千一夜話, 페르시아어: هزار و یک شب Hazār-o Yak Šab, 아랍어: كتاب ألف ليلة وليلة Kitāb 'Alf Layla wa-Layla[*], 영어: One Thousand and One Nights 원 사우잰드 앤드 원 나이츠[*])》는 19세기 시대 중엽의 영국의 R. F. 버턴에 의해 영역되어 일약 유명해진, 페르시아 구전문학 설화집이다.
처음에 이 번역 문집이 중동 구전문학 설화집으로 일약 유명해진 동기는, 19세기 시대 중엽의 영국의 외교관 리처드 프랜시스 버턴에 의해 영어로써 번역된 영역 설화집으로 발표됨이다. 바로 이 구전문학 설화집은, 중동 지역의 전래 설화 구전문학들을 정리한, 이른바 페르시아 이야기와 중동 지역 민속 이야기 모음으로 엮어진, 중동 전래 전통 문학 장르의 영어 번역 책이다.
19세기 중엽에 이토록 영문으로 번역되어 유명해진, 이 번역 저서는, 《아라비안 나이트(영어: Arabian Nights)’》라고도 하며, 무려 280여 편이나 되는 긴 이야기의 구전문학의 대작이다. 《1001일(천일일, 千一日)의 아라비아의 밤》을 뜻하는 중동 지역의 최대의 구전 소설이다.

## 형성 전승

### 샤리아르 왕의 분노
『아라비안 나이트(Arabian nights)』는 페르시아(이란)에서부터 인디아(인도)에까지 지배하는 대왕인 군주 샤리야르 왕과 그의 동생 이야기로 시작한다. 대왕(샤리아르 왕)은 자신처럼 한 나라의 군주인 그의 동생이 수심이 가득한 얼굴을 하다가 얼굴이 밝아지자 왜 그러는지 물어보았다. 알고보니 동생의 아내는 불륜을 벌이고 있어서 배신감에 치를 떨고 있었는데, 형수도 시녀들과 노예들과의 난잡한 불륜 잔치를 벌이는 모습을 보고 위로가 되어서 얼굴이 밝아진 것이었다. 하지만 차마 말하지 못하고 있었고, 형의 강요로 말하기 시작한다. 이때 등장하는 전승이 마신의 아내가 남편 몰래 상인과 키스를 나누는 이야기이다. 이 이야기는 이슬람이 선신과 악신이 투쟁한다고 믿는 조로아스터교의 영향으로 마신과 알라로 구분짓는 이분법성격의 종교관을 갖고 있음을 말해준다. 몰래 아내가 노예와 바람을 피우는 모습을 목격한 왕은 이를 응징했으며, 여성에 대한 강한 불신을 보여, 처녀와 하룻밤을 잔 후에 다음날 처형하기 시작했다.

### 셰헤라자드의 지혜
여자가 거리에서 사라질 정도로 샤리아르 대왕의 학살이 그치지 않자, 대신의 여식(女息)인 셰헤라자드는 일부러 왕과 결혼한다. 당연히 대신은 아비의 마음으로 여식의 의견에 반대하지만, 고집에 지쳐 마지못해 수락한다. 셰헤라자드는 동생을 불러들여 이야기를 해달라고 조르게 하고, 셰헤라자드는 생선을 먹다가 질식하여 죽은 꼽추광대의 시체를 서로 떠넘기는 바람에 나중에 재판이 혼란스러워지자, 왕이 피의자들을 사면한 이야기(꼽추시체가 들려주는 이야기), 대신의 아들인 누드 알딘 알리와 그의 애인 아니스 알자리스가 왕과 간신의 박해를 피해 달아난 후, 교주의 도움으로 금의환향한 이야기(누드 알딘 알리와 처녀 아니스 알자리스 이야기) 등 재미있는 이야기들을 한다. 다양한 이야기를 쏟아내는 아내의 이야기 솜씨에 감탄한 샤리아르 왕은 낮에는 나라일을 보고 난 후,밤에는 이야기를 들었다. 물론 셰헤라자드가 한 이야기들은 그녀의 창작이야기가 아닌, 서아시아지역에서 구전되던 이야기들과 그리스문학 《일리아드》의 영향을 받은 이야기이다. 무려 1천 일하고도 하루 동안 이야기를 듣던 왕은 자기도 모르게 마음이 누그러져서 학살을 중단하였고, 자신의 아들을 3명이나 낳아준 아내와 행복하게 살다가 죽었다. 형처럼 살인 잔치를 벌이던 동생도 형수의 동생 두냐자드와 결혼했다.

## 주제와 기법
천일야화 속의 다양한 이야기는 다양한 문학적 기법을 사용하고 있다.

### 액자 구조
천일야화는 페르시아의 왕비 셰에라자드가 샤한샤 샤리아르에게 동화와 이야기를 들려주는 액자 구조의 형식을 띈다. 예를 들면 《신드바드의 이야기》에서 선원 신드바드는 짐꾼 신드바드에게 자신의 모험담 들려주며 이야기가 시작된다.

## 영문과 한국어 번역
아라비안 나이트는 영국의 외교관인 리처드 프랜시스 버턴(1821년~1890년)에 의해 영문으로 번역되어 서구 문학계에 소개되었다. 유럽에서는 한때 금서 취급까지 받았을 정도로 성(性, sex)을 직설적으로 표현하고 있지만, 아랍인들의 문화와 이슬람 신앙을 이해할 수 있는 설화문학이다. 리처드 프랜시스 버턴이 영문으로 번역한 아라비안 나이트는 문학서적을 전문으로 하는 범우사에서 한국어판으로 번역하여 출간하였다.

## 같이 보기
- 알라딘